# Pjesma Eurovizije 2015.
██ Zemlje finalisti
██ Zemlje koje su eliminirane u polufinalu
██ Zemlje koje su sudjelovale u prošlosti, no neće 2015.
Pjesma Eurovizije 2015. bio je jubilarni 60. Eurosong, koji je održan u Beču zahvaljujući pobjedi Conchite Wurst na Pjesmi Eurovizije 2014. s pjesmom "Rise Like a Phoenix". Poluzavršne večeri održane su 19. svibnja i 21. svibnja, dok je završnica Eurovizije 2015. predviđena za subotu, 23. svibnja 2015.
Ovo je drugi put da je Austrija domaćin Eurosonga nakon 1967. godine. Edgar Böhm, glavni voditelj zabavnog programa ORF-a najavljen je kao izvršni producent natjecanja.
Svoje sudjelovanje na natjecanju potvrdilo je 40 država, uključujući povratak Cipra, Češke i Srbije, te odustajanje Ukrajine od natjecanja zbog financijskih i političkih problema. Australija se prvi put natječe kao gošća u povodu 60. godišnjice ovoga showa.
Pobijedio je Švedski predstavnik Måns Zelmerlöw s pjesmom ''Heroes'' s osvojenih 365 bodova. Ovom pobjedom Švedska je postala prva država koja je pobijedila dva puta u 21. stoljeću. Drugoplasirana je Rusija s 303 boda, a treće mjesto zauzela je Italija s 292 boda. Ovo je prvi put u povijesti da prva tri mjesta imaju više od 280 bodova. Na četvrtom mjestu se našla Belgija kojoj je ovo ujedno i najbolji plasman još od 2003. godine. Gost Australija završila je na izvrsnom petom mjestu osvojivši 196 bodova. Vrijedne spomena su još Latvija i Izrael koje su nakon šest godina (Latvija) i četiri godine (Izrael) uspjeli doći do finala te pritom biti u najboljih 10.
Posljednje su Austrija (domaćin) i Njemačka koje nisu osvojile niti jedan bod. Ovo je prvi put još od 2003. godine da je barem jedna zemlja dobila 0 bodova u velikom finalu. Također, Austrija je postala prva zemlja domaćin koja nije dobila niti jedan bod u svih 60 godina natjecanja.
Iako nije ušla u finale Češka Republika zabilježila je svoj najbolji plasman, kao i Crna Gora koja je u finalu završila kao 13. zemlja s 44 boda.
Ponovno je postavljen rekord u broju gledatelja, zabilježeno je čak 197 milijuna gledatelja, 2 milijuna više nego 2014. godine.

## Lokacija održavanja
Nakon pobjede Austrije u prošlogodišnjem natjecanju, austrijska televizijska kuća objavila je imena gradova u kojima bi se natjecanje moglo održati: spomenuti su Graz, Innsbruck, Beč, Klagenfurt, Oberwart i Wels.
Beč glavni grad, ima dvije solucije za mjesto održavanja, a to su Wiener Stadthalle koja svake godine ugošćuje
Erste Bank Open turnir u tenisu, zajedno s mnogim koncertima i događanjima tijekom cijele godine, te Sajamsku dvoranu.
Graz, drugi po veličini austrijski grad imao je dvije dvorane: Stadthalle Graz i Zabavni Centar Graz.
I Klagenfurt je imao mjesto za održavanje natjecanja, a to je Hypo Group Arena, koja bi trebala izgraditi krov, jer
tako nalažu pravila. Također u utrku se uključio i Innsbruck sa svojom Olimpijskom Sportskom Dvoranom. U utrku su se uključili i Linz sa svojom dvoranom Brucknerhaus, no prema standardima ona je premala da bi se u njoj održalo natjecanje. Geografski blizu Linza je i Wels je također pokazao želju za održavanjem natjecanja. Gornja Borta sa svojom Izložbenom dvoranom i kao zadnji grad koji je pokazao zainteresiranost je Vorarlberg za Narodnim kazalištem.
29. svibnja 2014. domaćini i EBU donijeli su neke naloge i detalje o mjestu natjecanja.
Naveli su da mjesto mora biti slobodno najmanje 6 do 7 tjedana prije natjecanja i jedan tjedan poslije zaključivanja natjecanja.
Izabarano mjesto ne smije biti otvoreno, ali mora imati ventilaciju i kapacitet od najmanje 10 000 mjesta, a minimalna
visina stropa mora biti visoka 15 metara koji je izoliran za zvuk i svjetlo. Green Room mora biti smještena u areni ili
blizu ako je to moguće s kapacitetom od 300 mjesta. Dodatni prostori moraju imati najmanje 6 000 m2 koji će imati 2 catering
štanda, sobu za gledanje, make-up sobe, svlačionice i komentatorske prostorije za približno 50 komentatora. Odvojeni uredi
moraju biti otvoreni između 11. i 24. svibnja 2015. s prostorom od najmanje 4 000 m2 u prostoru za smještaj Press-centra s kapacitetom od najmanje 1 500.
Dana 21. lipnja 2014. ORF je izjavio da su 3 grada (Beč, Innsbruck i Graz) odabrani između ostalih.
Dana 6. kolovoza 2014. Beč je odabran za grad, a Wiener Stadthalle kao dvorana.
| Grad               | Dvorana                      | Bilješke                                                                       |
| Gradovi kandidati  | Gradovi kandidati            | Gradovi kandidati                                                              |
| ------------------ | ---------------------------- | ------------------------------------------------------------------------------ |
| Graz               | Sportska dvorana             | Organizator Europsko prvenstvo u rukometu – Austrija 2010.                     |
| Innsbruck          | Olimpijska dvorana           |                                                                                |
| Beč                | Wiener Stadthalle, Dvorana D |                                                                                |
| Neuspjeli pokušaji |                              |                                                                                |
| Klagenfurt         | Hypo Group Arena             | Bio je jedan od stadiona-domaćina Europskog prvenstva u nogometu 2008. godine. |
| Gornja Borta       | Messezentrum                 |                                                                                |
| Beč                | Schönbrunn                   |                                                                                |
| Beč                | Zračna luka Beč              |                                                                                |
| Beč                | Heldenplatz                  |                                                                                |
| Beč                | Marx hall                    |                                                                                |
| Beč                | Trabrennbahn Krieau          |                                                                                |
| Wels               | Messehalle                   |                                                                                |

### Semafori u Beču
Beč je uveo nove, privremene semafore na kojima su bili naslikani istospolni parovi kako se drže za ruke ili grle. Uvedeni su kao dio događaja koji su prethodili temi ovogodišnjeg Eurosonga koja je promocija tolerancije i uopćene uključivosti više osoba.

## Službeni partneri
Službeni partneri natjecanja su:
- Austrijska pošta (njem. Österreichische Post)
- Američka softverska tvrtka Microsoft
- Njemački proizvođač rasvjete Osram
- Nacionalna turistička zajednica Republike Austrije

## Format
Natjecanje će se sastojati od 2 polufinala, format koji je u upotrebi od 2008. Deset država
koje budu imale najbolji plasman iz svakog polufinala će imati mogućnost ponoviti isto u velikom finalu zajedno sa zemljom
domaćinom – Austrijom i 5 glavnih država pokrovitelja (poznatih kao Velikih 5): Francuska, Njemačka, Italija, Španjolska i Ujedinjeno Kraljevstvo.
Krajem 2011. godine objavljeno je od strane EBU-a da su počela arhiviranja svih natjecanja od 1956. godine te da se nadaju da će uspjeti završti do 60. godišnjice natjecanja – 2015. Kasnije je objavljeno da je arhiva spremna i da će ce prikazti na spomenutu godinu. Sadržaj će biti dostupan novinarima u emitiranom formatu, a odabrani sadržaj arhiva će biti dostupan javnosti putem službene web-stranice Eurovizije.

### Ždrijeb polufinala
Ždrijeb za polufinala bio je održan 26. siječnja 2015. u Bečkoj gradskoj vijećnici (njem. Wiener Rathaus). Zemlje sudionice (osim direktnih finalista, velike petorke i Austrije) bile su podijeljene u pet šešira, formiranih na osnovu povijesti razmjene bodova između pojedinih država u posljednjih 10 godina, na osnovu kojih su poslije izvučeni sudionici po polufinalima.
Sastav šešira je bio sljedeći:
| Šešir broj 1                                                                          | Šešir broj 2                                                         | Šešir broj 3                                                                 | Šešir broj 4                                                | Šešir broj 5                                                    |
| ------------------------------------------------------------------------------------- | -------------------------------------------------------------------- | ---------------------------------------------------------------------------- | ----------------------------------------------------------- | --------------------------------------------------------------- |
| - Albanija - Sjeverna Makedonija - Malta - Crna Gora - Srbija - Slovenija - Švicarska | - Danska - Estonija - Finska - Island - Latvija - Norveška - Švedska | - Armenija - Azerbajdžan - Bjelorusija - Gruzija - Izrael - Latvija - Rusija | - Belgija - Cipar - Grčka - Irska - Nizozemska - San Marino | - Češka - Mađarska - Moldavija - Poljska - Portugal - Rumunjska |

### Vizualni izgled
31. srpnja 2014. Europska radiodifuzijska unija je predstavila novi redizajnirani logo kao znak proslave 60. godišnjice natjecanja. 11. rujna 2014. je objavljeno da će slogan glasiti "Building Bridges" (Gradimo mostove). Grafički dizajn natjecanja predstavljen je 25. studenog 2014.

### Razglednice
Razglednice ovogodišnjeg Eurosonga također spominju službeni slogan ''Building Bridges ''. U razglednici svaki od spotova počinje na način da svaki od sudionika dobije pozivnicu za ovogodišnji Eurosong u Austriji u državi u kojoj živi. Točnije poziv je u jednu od devet regija u Austriji. Priča se nastavlja u smislu da svaki od sudionika prođe kroz jednu od regija pokušavajući doći do Beča, mjesta održavanja Eurosonga. Zadatci na spotu variraju od kulture do sporta, ekonomije do znanosti ili od tradicionalnog do modernog.

### Voditelji
Dana 28. listopada 2014. ORF je odredio da će sastav voditelja činiti ženski trojac: Mirjam Weichselbraun, Alice Tumler i Arabella Kiesbauer. Pobjednica Pjesma Eurovizije 2014. Conchita Wurst će biti domaćin u Green Roomu. Bit će ovo prvi put da sastav voditelja čine tri žene.

## Države sudionice
██ Sudionici prvog polufinala
██ Sudionici drugog polufinala
██ Finalisti koji su glasovali u prvom polufinalu
██ Finalisti koji su glasovali u drugom polufinalu
██ Država koja glasuje u oba polufinala (Australija)
23. prosinca 2014. godine svoje sudjelovanje potvrdilo je 39 država. Cipar i Srbija vraćaju se nakon jednogodišnje stanke, dok se Češka Republika vraća nakon čak 5 godina. Ukrajina je nakon 12 uspješnih godina odustala zbog financijske krize te stanja u regiji Donbass.

### Poziv Australiji na natjecanje
10. veljače 2015. EBU je objavio kako je pozvao Australiju (kao 40. zemlju natjecateljicu) da sudjeluje u finalu natjecanja, koju zastupa SBS – dugogodišnji prijenosnik Eurosonga u toj zemlji. Sudjelovanje Australije bit će jednogodišnji događaj u čast 60-godišnice Eurosonga, popularnog showa među Australcima. U slučaju pobjede Australije, ova zemlja će imati mogućnost povratka, no natjecanje će se održati u jednom od gradova za koje čelni ljudi SBS-a odluče.
Također SBS će biti i suorganizator toga natjecanja. EBU je također objavio mogućnost sličnih poziva o sudjelovanju izvaneuropskih država na natjecanju.

### Izvođači povratnici
| Država      | Izvođač          | Prijašnji nastup(i) |
| ----------- | ---------------- | ------------------- |
| Armenija    | Inga Arshakyan   | 2009.               |
| Azerbajdžan | "Elnur Huseynov" | 2008.               |
| San Marino  | Michele Perniola | DpE 2013.           |
| San Marino  | Anita Simoncini  | DpE 2014.           |
| Malta       | Amber            | 2012.               |
| Bjelorusija | Uzari            | 2011.               |
| Slovenija   | Raay             | 2014.               |

### Prvo polufinale
Australija,  Austrija,  Francuska i  Španjolska sudjeluju u glasovanju u ovom polufinalu.
| #   | Država              | Jezik               | Izvođač                   | Pjesma                       | Prijevod              | Pozicija | Bodovi |
| --- | ------------------- | ------------------- | ------------------------- | ---------------------------- | --------------------- | -------- | ------ |
| 01. | Moldavija           | engleski            | Eduard Romanyuta          | I Want Your Love             | Želim tvoju ljubav    | 11.      | 41     |
| 02. | Armenija            | engleski            | Genealogy                 | Face Of Shadow               | Lice Sjene            | 07.      | 77     |
| 03. | Belgija             | engleski            | Loïc Nottet               | Rhythm Inside                | Unutarnji ritam       | 02.      | 149    |
| 04. | Nizozemska          | engleski            | Trijntje Oosterhuis       | Walk Along                   | Prošetajmo zajedno    | 14.      | 33     |
| 05. | Finska              | finski              | Pertti Kurikan Nimipäivät | Aina mun pitää               | Uvijek sam morao      | 16.      | 13     |
| 06. | Grčka               | engleski            | Maria Elena Kiriakou      | One Last Breath              | Posljednji uzdah      | 06.      | 81     |
| 07. | Estonija            | engleski            | Elina Born & Stig Rästa   | Goodbye to Yesterday         | Zbogom za jučer       | 03.      | 105    |
| 08. | Sjeverna Makedonija | engleski            | Daniel Kajmakoski         | Autumn Leaves                | Jesensko lišće        | 15.      | 28     |
| 09. | Srbija              | engleski            | Bojana Stamenov           | Beauty Never Lies            | Ljepota nikad ne laže | 09.      | 63     |
| 10. | Mađarska            | engleski            | Boogie                    | Wars for Nothing             | Ratovi nizašto        | 08.      | 67     |
| 11. | Bjelorusija         | engleski            | Uzari & Maimuna           | Time                         | Vrijeme               | 12.      | 39     |
| 12. | Rusija              | engleski            | Polina Gagarina           | A Million Voices             | Milijun glasova       | 01.      | 182    |
| 13. | Danska              | engleski            | Anti Social Media         | The Way You Are              | Takva kakva si        | 13.      | 33     |
| 14. | Albanija            | engleski            | Elhaida Dani              | I'm Alive                    | Živa sam              | 10.      | 62     |
| 15. | Rumunjska           | rumunjski, engleski | Voltaj                    | De la capăt (All Over Again) | Ispočetka             | 05.      | 89     |
| 16. | Gruzija             | engleski            | Nina Sublatti             | Warrior                      | Ratnik                | 04.      | 98     |

### Drugo polufinale
Australija,  Njemačka,  Italija i  Ujedinjeno Kraljevstvo sudjeluju u glasovanju u ovom polufinalu.
| #   | Država      | Jezik       | Izvođač                            | Pjesma                       | Prijevod                      | Pozicija | Bodovi |
| --- | ----------- | ----------- | ---------------------------------- | ---------------------------- | ----------------------------- | -------- | ------ |
| 01. | Litva       | engleski    | Monika Linkytė & Vaidas Baumila    | This Time                    | Ovaj put                      | 07.      | 67     |
| 02. | Irska       | engleski    | Molly Sterling                     | Playing With Numbers         | Igra brojevima                | 12.      | 35     |
| 03. | San Marino  | engleski    | Michele Perniola & Anita Simoncini | Chain Of Light               | Lanac Svjetlosti              | 16.      | 11     |
| 04. | Crna Gora   | crnogorski  | Knez                               | Adio                         | —                             | 09.      | 57     |
| 05. | Malta       | engleski    | Amber                              | Warrior                      | Ratnica                       | 11.      | 43     |
| 06. | Norveška    | engleski    | Mørland & Debrah Scarlett          | A Monster like Me            | Čudovište poput mene          | 04.      | 123    |
| 07. | Portugal    | portugalski | Leonor Andrade                     | Há um mar que nos separa     | Razdvaja nas more             | 14.      | 19     |
| 08. | Češka       | engleski    | Marta Jandová & Václav Noid Bárta  | Hope Never Dies              | Nada umire posljednja         | 13.      | 33     |
| 09. | Izrael      | engleski    | Nadav Guedj                        | Golden Boy                   | Zlatni dečko                  | 03.      | 151    |
| 10. | Latvija     | engleski    | Aminata Savadogo                   | Love Injected                | Ubrizgati ljubav              | 02.      | 155    |
| 11. | Azerbajdžan | engleski    | Elnur Huseynov                     | Hour of the Wolf             | Vučje vrijeme                 | 10.      | 53     |
| 12. | Island      | engleski    | María Ólafsdóttir                  | Unbroken                     | Neslomljiva                   | 15.      | 14     |
| 13. | Švedska     | engleski    | Måns Zelmerlöw                     | Heroes                       | Heroji                        | 01.      | 217    |
| 14. | Švicarska   | engleski    | Mélanie René                       | Time to Shine                | Vrijeme za sjaj               | 17.      | 4      |
| 15. | Cipar       | engleski    | Giannis Karagiannis                | One Thing I Should'Have Done | Jedino što sam trebao učiniti | 06.      | 87     |
| 16. | Slovenija   | engleski    | Maraaya                            | Here for You                 | Tu za tebe                    | 05.      | 92     |
| 17. | Poljska     | engleski    | Monika Kuszynska                   | In the name of Love          | U ime ljubavi                 | 08.      | 57     |

## Finalisti
| #  | Država                 | Jezik               | Izvođač                         | Pjesma                         | Prijevod                      | Pozicija | Bodovi |
| -- | ---------------------- | ------------------- | ------------------------------- | ------------------------------ | ----------------------------- | -------- | ------ |
| 01 | Slovenija              | engleski            | Maraaya                         | "Here for You"                 | Tu za tebe                    | 14.      | 39     |
| 02 | Francuska              | francuski           | Lisa Angell                     | "N'oubliez pas"                | Ne zaboravi                   | 25.      | 4      |
| 03 | Izrael                 | engleski            | Nadav Guedj                     | "Golden Boy"                   | Zlatni dečko                  | 09.      | 97     |
| 04 | Estonija               | engleski            | Elina Born & Stig Rästa         | "Goodbye to Yesterday"         | Zbogom za jučer               | 07.      | 106    |
| 05 | Ujedinjeno Kraljevstvo | engleski            | Electro Velvet                  | "Still in Love with You"       | Još te volim                  | 24.      | 5      |
| 06 | Armenija               | engleski            | Genealogy                       | "Face the Shadow"              | Lice sjene                    | 16.      | 34     |
| 07 | Litva                  | engleski            | Monika Linkytė & Vaidas Baumila | "This Time"                    | Ovaj put                      | 18.      | 30     |
| 08 | Srbija                 | engleski            | Bojana Stamenov                 | "Beauty Never Lies"            | Ljepota nikad ne laže         | 10.      | 53     |
| 09 | Norveška               | engleski            | Mørland & Debrah Scarlett       | "A Monster Like Me"            | Čudovište poput mene          | 08.      | 102    |
| 10 | Švedska                | engleski            | Måns Zelmerlöw                  | "Heroes"                       | Heroji                        | 01.      | 365    |
| 11 | Cipar                  | engleski            | John Karayiannis                | "One Thing I Should Have Done" | Jedino što sam trebao učiniti | 22.      | 11     |
| 12 | Australija (gost)      | engleski            | Guy Sebastian                   | "Tonight Again"                | Ponovno večeras               | 05.      | 196    |
| 13 | Belgija                | engleski            | Loïc Nottet                     | "Rhythm Inside"                | Unutarnji ritam               | 04.      | 217    |
| 14 | Austrija (domaćin)     | engleski            | The Makemakes                   | "I Am Yours"                   | Tvoj sam                      | 26.      | 0      |
| 15 | Grčka                  | engleski            | Maria Elena Kyriakou            | "One Last Breath"              | Posljednji uzdah              | 19.      | 23     |
| 16 | Crna Gora              | crnogorski          | Knez                            | "Adio"                         | —                             | 13.      | 44     |
| 17 | Njemačka               | engleski            | Ann Sophie                      | "Black Smoke"                  | Crni dim                      | 27.      | 0      |
| 18 | Poljska                | engleski            | Monika Kuszyńska                | "In the Name of Love"          | U ime ljubavi                 | 23.      | 10     |
| 19 | Latvija                | engleski            | Aminata                         | "Love Injected"                | Ubrizgati ljubav              | 06.      | 186    |
| 20 | Rumunjska              | rumunjski, engleski | Voltaj                          | "De la capăt (All over Again)" | Ispočetka                     | 15.      | 35     |
| 21 | Španjolska             | španjolski          | Edurne                          | "Amanecer"                     | Svitanje                      | 21.      | 15     |
| 22 | Mađarska               | engleski            | Boggie                          | "Wars for Nothing"             | Ratovi nizašto                | 20.      | 19     |
| 23 | Gruzija                | engleski            | Nina Sublatti                   | "Warrior"                      | Ratnik                        | 11.      | 51     |
| 24 | Azerbajdžan            | engleski            | Elnur Hüseynov                  | "Hour of the Wolf"             | Vučje vrijeme                 | 12.      | 49     |
| 25 | Rusija                 | engleski            | Polina Gagarina                 | "A Million Voices"             | Milijun glasova               | 02.      | 303    |
| 26 | Albanija               | engleski            | Elhaida Dani                    | "I'm Alive"                    | Živa sam                      | 16.      | 34     |
| 27 | Italija                | talijanski          | Il Volo                         | "Grande amore"                 | Velika ljubav                 | 03.      | 292    |

### 12 bodova
| N. | Država      | Država(e) koje su dale 12 bodova                                                                                               |
| -- | ----------- | --- |
| 12 | Švedska     | Australija, Belgija, Danska, Finska, Island, Italija, Latvija, Norveška, Poljska, Slovenija, Švicarska, Ujedinjeno Kraljevstvo |
| 9  | Italija     | Albanija, Cipar, Grčka, Izrael, Malta, Portugal, Rumunjska, Rusija, Španjolska                                                 |
| 5  | Rusija      | Armenija, Azerbajdžan, Bjelorusija, Estonija, Njemačka                                                                         |
| 3  | Belgija     | Francuska, Mađarska, Nizozemska                                                                                                |
| 3  | Latvija     | Irska, Litva, San Marino |
| 2  | Australija  | Austrija, Švedksa |
| 1  | Albanija    | Makedonija |
| 1  | Armenija    | Gruzija |
| 1  | Azerbajdžan | Češka |
| 1  | Crna Gora   | Srbija |
| 1  | Rumunjska   | Moldova |
| 1  | Srbija      | Crna Gora |

## Ostale zemlje
Kako bi se pojedina zemlja mogla natjecati na Eurosongu, zemlja mora biti članica EBU-a. EBU je pozvao svih 56 zemalja da se natječu. Do sada je 28 zemalja potvrdilo sudjelovanje na natjecanju, a ostali aktivni članovi EBU-a tek trebaju donijeti odluke, ovo je trenutačna lista zemalja, tj. nacionalnih televizija koje su donijele odluku o mogućem sudjelovanju na Eurosongu 2015. 

### Zemlje koje se neće natjecati
- Andora – Andorska televizija Ràdio i Televisió d'Andorra potvrdila je da se Andora neće vratiti na natjecanje 2015. godine.[3]
- Bosna i Hercegovina - Bosna i Hercegovina je podnijela privremeni zahtjev za sudjelovanje na natjecanju 2015. Radio televizija Bosne i Hercegovine (BHRT) objavila je 17. studenoga da svoju prijavu na natjecanje povlače zbog, kako kažu, financijskih razloga.[4][5][6]
- Bugarska – Nakon što su prvotne informacije govorile o sigurnom povratku i nastupu u Beču, Bugarska ipak nije uspjela na vrijeme zatvoriti financijsku konstrukciju.[7]
- Hrvatska – 26. rujna HRT je potvrdio za ESCToday.com da se Hrvatska neće vratiti na natjecanje ni 2015. godine.[8]
- Libanon – potvrđeno je da neće debitirati niti 2015. godine.[9]
- Lihtenštajn – zbog financijskih se razloga neće natjecati u Beču, jer nije član EBU-a.
- Luksemburg – RTL je potvrdila da se Luksemburg neće vratiti natjecanju,[10] iako je luksemburška ministrica kulture Maggy Nagel 26. listopada izjavila da bi voljela da se Luksemburg vrati na natjecanje.
- Monako Monako – Portal Eurovoix je širio glasine da se monegaški pjevač Josh Stanley dogovarao s televizijom TMC o tome da predstavlja Monako na Eurosongu 2015. Usprkos glasinama o povratku, TMC je potvrdila da se Monako ove godine neće vratiti na Eurosong.[11]
- Maroko – Marokanska nacionalna televizija (SNRT) izjavila je da se Maroko neće vratiti na natjecanje ove godine.[12]
- Slovačka – RTVS je objavila da se Slovačka neće vratiti na natjecanje 2015. godine zbog financijskih razloga.[13][14]
- Turska – Iako je bilo govora da će TRT ove godine sudjelovati na Eurosongu, potkraj kolovoza javnosti je rečeno da se Turska ipak neće vratiti na Eurosong, a službena potvrda donesena je 5. rujna 2014.[15][16][17][18] Nesudjelovanje je dodatno potvrđeno 5. rujna 2014.[19]
- Ukrajina – Nacionalna televizija je donijela odluku da Ukrajina, zbog financijskih razloga te zbog cijele situacije u Donbasu,  ove godine neće sudjelovati na Eurosongu.[20] 20. rujna ukrajinski glazbeni producent Timofey Nagorny najavio je da će biti spreman financirati i dogovoriti sudjelovanje Ukrajine ako nacionalna televizija ipak odluči sudjelovati.[21]

## Objava rezultata i međunarodni prijenos

### Objavljivači rezultata glasovanja država
- Crna Gora: Andrea Demirović (Pjevačica Crne Gore na Pjesmi Eurovizije 2009)
- Malta: Julie Zahra (Pjevačica Malte na Pjesmi Eurovizije 2004 s Ludwigom Galea)
- Finska: Krista Siegfrids (Pjevačica Finske na Pjesmi Eurovizije 2013.)
- Grčka: Helena Paparizou (Pjevačica Grčke na Pjesmi Eurovizije 2001 u Bandu Antique i Pobjednik na Pjesmi Eurovizije 2005)
- Portugal: Suzy (Pjevačica Portugala na Pjesmi Eurovizije 2014)
- Rumunjska: Sonia Argint Ionescu
- Bjelorusija: TEO (Pjevač Bjelorusije na Pjesmi Eurovizije 2014)
- Albanija: Andri Xhahu
- Moldavija: Olivia Fortuna
- Azerbajdžan: Tural Asadov
- Latvija: Markus Riva
- Srbija: Maja Nikolić
- Estonija: Tanja (Pjevačica Estonije na Pjesmi Eurovizije 2014)
- Danska: Basim (Pjevač Danske na Pjesmi Eurovizije 2014)
- Švicarska: Laetitia Guarino
- Belgija: Walid
- Francuska: Virginie Guilhaume
- Armenija: Lilit Muradyan
- Irska: Nicky Byrne
- Švedska: Mariette Hanson
- Njemačka: Barbara Schöneberger
- Australija: Lee Lin Chin
- Češka: Daniela Písařovicová
- Španjolska: Lara Siscar
- Austrija: Kati Belović
- Sjeverna Makedonija: Marko Mark
- Slovenija: Tinkara Kovač (Pjevačica Slovenije na Pjesmi Eurovizije 2014)
- Mađarska: Csilla Tatár
- Ujedinjeno Kraljevstvo: Nigella Lawson
- Gruzija: Natia Bunturi
- Litva: Ugnė Galadauskaitė
- Nizozemska: Edsilia Rombley (Pjevačica Nizozemske na Pjesmi Eurovizije 1998 i 2007)
- Poljska: Ola Ciupa (Background Pjevačica Poljske na Pjesmi Eurovizije 2014
- Izrael: Ofer Nachshom
- Rusija: Dmitri Shepelev (Moderator Green Rooma na Pjesmi Eurovizje 2009)
- San Marino: Valentina Monetta (Pjevačica San Marina na Pjesmi Eurovizije 2014)
- Italija: Federico Russo
- Island: Sigridur Halldorsdottir
- Cipar: Loukas Hamatsos
- Norveška: Margrethe Røed

### Komentatori
- Albanija - Andri Xhahu (RTSH, sve)
- Armenija - Aram Mp3 i Erik Antaranyan (Polufinala) (AMPTV)
- Australija – Julia Zemiro i Sam Pang (SBS One, sve)
- Austrija – Andi Knoll (ORF eins, sve)
- Azerbajdžan - Bit će objavljeno ((İTV, sve)
- Belgija – francuski: Jean-Louis Lahaye i Maureen Louys (La Une, sve); nizozemski: Peter Van de Veire i Eva Daeleman (één i Radio 2, sve)
- Bjelorusija – Evgeny Perlin  (Belarus-1 i Belarus-24, sve)
- Bugarska - (Ne sudjeluje); Bit će objavljeno (BNT, finale)
- Cipar - Melina Karageorgiou (RIK 1, RIK SAT, RIK HD i Trito Programma, sve)
- Crna Gora - Dražen Bauković i Tamara Ivanković (TVCG 2, sve)
- Češka – Aleš Háma (ČT art, polufinala; ČT1, finale)
- Danska – Ole Tøpholm (DR1, sve)
- Estonija - Marko Reikop (ETV, sve)
- Finska - finski: Aino Töllinen (Yle TV2 i Yle Radio Suomi, sve), švedski: Eva Frantz i Johan Lindroos (Yle TV2 i  Yle Radio Vega, sve)
- Francuska – Mareva Galanter i Jérémy Parayre (France Ô, polufinala); Stéphane Bern i Marianne James (France 2, finale)
- Grčka - Maria Kozakou i Giorgos Kapoutzidis (NERIT1 i NERIT HD, sve)
- Gruzija - Bit će objavljeno (GPB First Channel, sve)
- Irska -  Marty Whelan (RTÉ2, polufinala; RTÉ One, finale)
- Island - Felix Bergsson (RÚV i Rás 2, sve)
- Italija – Marco Ardemagni i Filippo Solibello (Rai 4, polufinala; Rai Radio 2, sve); Federico Russo i Valentina Correani (Rai 2, finale)
- Izrael - Titlovi na hebrejski i arapski (Channel 1 and Channel 33, sve); Bit će objavljeno (88 FM, sve)
- Kanada – (Ne sudjeluje); Tommy D i Adam (OUTtv, sve)
- Kina - (Ne sudjeluje); Bit će objavljeno (Hunan TV, sve); Bez komentara (Prijenos uživo u restoranu "Melange Oasis" u  Shangaju)
- Latvija - Valters Frīdenbergs i Toms Grēviņš (LTV1, sve)
- Litva - Bit će objavljeno (LRT, sve)
- Mađarska –  Gábor Gundel Takács (Duna, sve)
- Makedonija -  makedonski: Karolina Petkovska (MRT 1, MRT Sat i Radio Skopje, sve); albanski: Bit će objavljeno (MRT 2, sve)
- Malta - Bit će objavljeno (TVM, sve)
- Moldavija - Bit će objavljeno (Moldova 1, Radio Moldova Actualități, Radio Moldova Muzical i Radio Moldova Tineret, sve)
- Nizozemska –  Cornald Maas i Jan Smit (NPO 1, BVN i NPO Radio 2, sve)
- Novi Zeland – (Ne sudjeluje); bit će objavljeno (BBC UKTV, sve)
- Norveška - Olav Viksmo Slettan (NRK1, sve);Ronny Brede Aase, Silje Reiten Nordnes i Markus Ekrem Neby (NRK3, finale);[126] Per Sundnes (NRK P1, finale)
- Njemačka – Peter Urban (EinsFestival i Phoenix, polufinala; Das Erste, finale); Znakovni jezici (EinsPlus, sve)
- Poljska – Artur Orzech (TVP1, TVP Polonia i TVP HD (uživo), TVP Rozrywka (dan kasnije, sve)
- Portugal  – Hélder Reis i Ramon Galarza (RTP1, RTP Internacional i RTP África, prvo polufinale (kasnije), drugo polufinale i finale (uživo))
- Rumunjska - Bit će objavljeno (TVR1, TVRi i TVR HD, sve)
- Rusija – Yana Churikova (Channel One Russia, sve)
- San Marino - Lia Fiorio i Gigi Restivo (SMtv San Marino i Radio San Marino, sve)
- Slovenija – Andrej Hofer (RTV SLO2, polufinala; RTV SLO1, finale; Radio Val 202 i Radio Maribor, drugo polufinale i finale)
- Španjolska – José María Íñigo i Julia Varela (La 2, polufinala; La 1 i La 1 HD, finale)
- Srbija -  Duška Vučinić (RTS 1, RTS HD i RTS SAT, prvo polufinale i finale), Bit će objavljeno(RTS 2 i RTS SAT, drugo polufinale)
- Švicarska - francuski: Bit će objavljeno (RTS.ch (online),prvo polufinale; RTS Deux, drugo polufinale; RTS Un, finale); njemački: Sven Epiney (SRF zwei, polufinala;SRF 1, finale); Peter Schneider i Gabriel Vetter (Radio SRF 3, finale); talijanski: Bit će objavljeno (RSI La 2,drugo polufinale; RSI La 1, finale)
- Švedska -  Sanna Nielsen i Edward af Sillén (SVT1, sve)
- Turska - (Ne sudjeluje); Bit će objavljeno (TRT 1 and TRT Müzik, finale)
- Ukrajina  – (Ne sudjeluje); bit će objavljeno (First National, sve); bit će objavljeno (Radio Ukraine, sve)
- Ujedinjeno Kraljevstvo – Graham Norton (BBC One, finale); Ken Bruce (BBC Radio 2, finale); bit će objavljeno (BBC Three, polufinala)

## Službeni album
Eurovision Song Contest: Vienna 2015 bit će album u korporaciji Europske Radiodifuzijske Unije i Universal Music Group objavljen 20. travnja 2015. Album će sadržavati 40 pjesama koje sudjeluju u natjecanju  uključujući i polufinaliste koji ne uđu u veliko finale.
| 1.              | "I'm Alive"                    | Elhaida Dani                      | Albanija               | 3:00  |
| 2.              | "Face the Shadow"              | Genealogy                         | Armenija               | 3:02  |
| 3.              | "I Am Yours"                   | The Makemakes                     | Austrija               | 3:00  |
| 4.              | "Tonight Again"                | Guy Sebastian                     | Australija             | 3:02  |
| 5.              | "Hour of the Wolf"             | Elnur Hüseynov                    | Azerbajdžan            | 2:59  |
| 6.              | "Rhythm Inside"                | Loïc Nottet                       | Belgija                | 2:53  |
| 7.              | "Time"                         | Uzari & Maimuna                   | Bjelorusija            | 3:03  |
| 8.              | "Time to Shine"                | Mélanie René                      | Švicarska              | 3:02  |
| 9.              | "One Thing I Should Have Done" | John Karayiannis                  | Cipar                  | 3:03  |
| 10.             | "Hope Never Dies"              | Marta Jandová & Václav Noid Bárta | Češka Republika        | 3:04  |
| 11.             | "Black Smoke"                  | Ann Sophie                        | Njemačka               | 3:12  |
| 12.             | "The Way You Are"              | Anti Social Media                 | Danska                 | 3:05  |
| 13.             | "Goodbye to Yesterday"         | Elina Born & Stig Rästa           | Estonija               | 3:00  |
| 14.             | "Amanecer"                     | Edurne                            | Španjolska             | 3:04  |
| 15.             | "Aina mun pitää"               | Pertti Kurikan Nimipäivät         | Finska                 | 1:27  |
| 16.             | "N'oubliez pas"                | Lisa Angell                       | Francuska              | 3:00  |
| 17.             | "Still in Love with You"       | Electro Velvet                    | Ujedinjeno Kraljevstvo | 2:53  |
| 18.             | "Warrior"                      | Nina Sublatti                     | Gruzija                | 3:01  |
| 19.             | "One Last Breath"              | Maria Elena Kyriakou              | Grčka                  | 2:56  |
| 20.             | "Wars for Nothing"             | Boggie                            | Mađarska               | 2:57  |
| Ukupno trajanje | Ukupno trajanje                | Ukupno trajanje                   |                        | 58:43 |

| 1.              | "Playing with Numbers"         | Molly Sterling                     | Irska      | 3:05  |
| 2.              | "Golden Boy"                   | Nadav Guedj                        | Izrael     | 3:00  |
| 3.              | "Unbroken"                     | María Ólafs                        | Island     | 3:04  |
| 4.              | "Grande amore"                 | Il Volo                            | Italija    | 3:01  |
| 5.              | "This Time"                    | Monika Linkytė & Vaidas Baumila    | Litva      | 3:10  |
| 6.              | "Love Injected"                | Aminata                            | Latvija    | 3:00  |
| 7.              | "I Want Your Love"             | Eduard Romanyuta                   | Moldova    | 2:59  |
| 8.              | "Adio"                         | Knez                               | Crna Gora  | 3:02  |
| 9.              | "Autumn Leaves"                | Daniel Kajmakoski                  | Makedonija | 3:02  |
| 10.             | "Warrior"                      | Amber                              | Malta      | 2:59  |
| 11.             | "Walk Along"                   | Trijntje Oosterhuis                | Nizozemska | 3:03  |
| 12.             | "A Monster Like Me"            | Mørland & Debrah Scarlett          | Norveška   | 3:04  |
| 13.             | "In the Name of Love"          | Monika Kuszyńska                   | Poljska    | 2:56  |
| 14.             | "Há um mar que nos separa"     | Leonor Andrade                     | Portugal   | 3:00  |
| 15.             | "De la capăt (All over Again)" | Voltaj                             | Rumunjska  | 3:00  |
| 16.             | "Beauty Never Lies"            | Bojana Stamenov                    | Srbija     | 2:55  |
| 17.             | "A Million Voices"             | Polina Gagarina                    | Rusija     | 3:07  |
| 18.             | "Heroes"                       | Måns Zelmerlöw                     | Švedska    | 3:11  |
| 19.             | "Here for You"                 | Maraaya                            | Slovenija  | 2:58  |
| 20.             | "Chain of Lights"              | Michele Perniola & Anita Simoncini | San Marino | 3:01  |
| Ukupno trajanje | Ukupno trajanje                | Ukupno trajanje                    |            | 61:50 |

## Vanjske poveznice
- Službena stranica Eurovizije (engl.)
- Hrvatska eurovizijska stranica
- Facebook stranica